# Playa Coishco

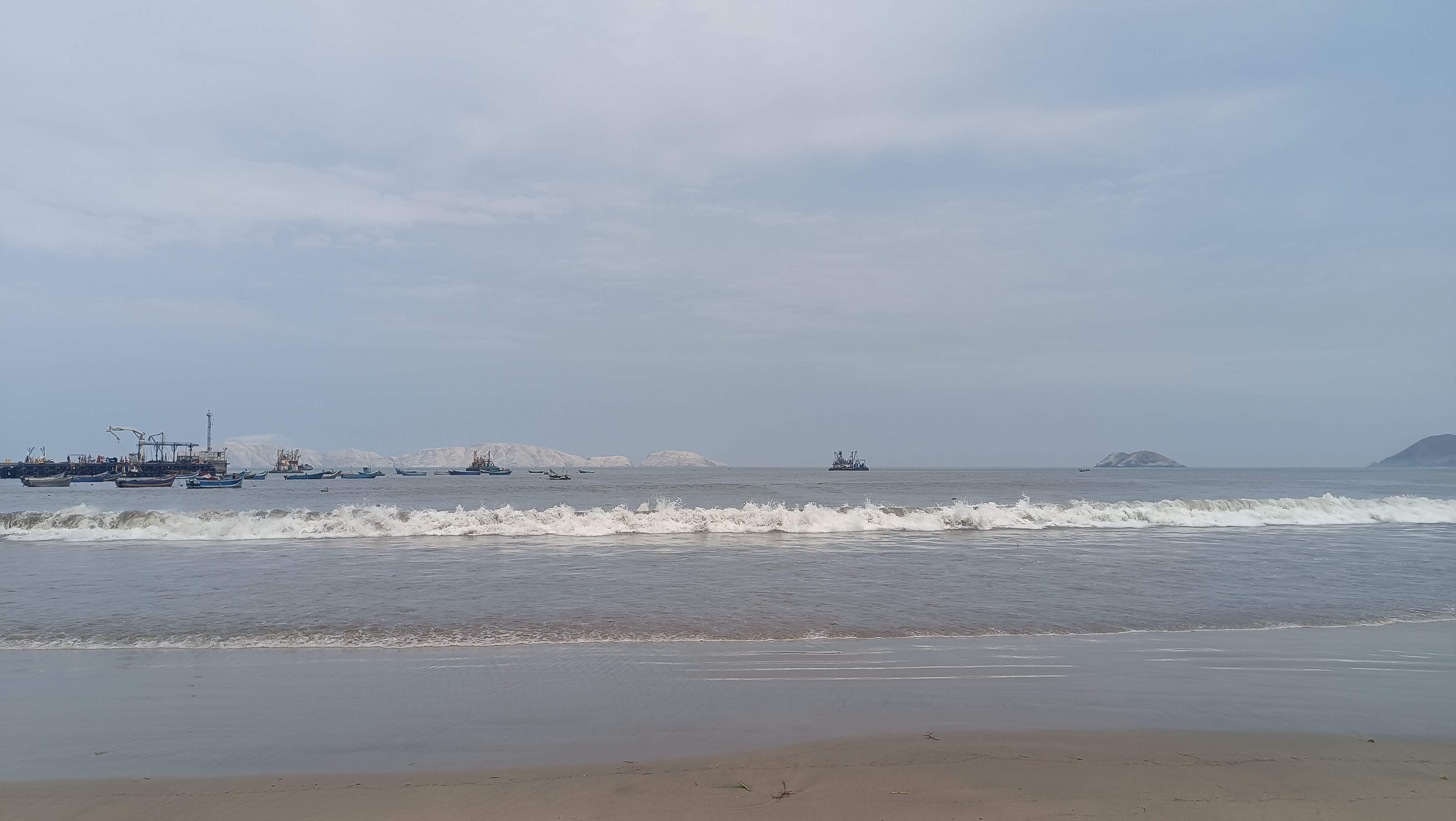
Playa Coishco

La playa Coishco está ubicada en el distrito de Coishco, en la provincia del Santa, Región Ancash, en el km 439 de la carretera Panamericana Norte, a una hora de la ciudad de Chimbote, cerca de la playa Puerto Santa. Su agua es cristalina, de color azul verdoso, a menudo con fuerte oleaje y una refrescante brisa marina. El tiempo puede ser parcial o totalmente soleado o nublado en ocasiones. La velocidad del viento en la playa era de unos 95 kilómetros por hora.
Tiene una extensión de 500 metros de largo, cuenta con establecimientos de comida y se pueden realizar actividades recreativas como deportes, paseos en bote y campamentos.